# Hoefsmederijstraat
De Hoefsmederijstraat is een straat in de Nederlandse stad Utrecht in de wijk Wittevrouwen, deze straat begint bij de Poortstraat en eindigt bij de Hoefsmederijpad waar hij in overgaat.
Aan de Hoefsmederijstraat bevinden zich talrijke panden uit de periode dat hier nog de Faculteit der Diergeneeskunde van de Rijksuniversiteit was gevestigd zoals onder andere het voormalig Instituut voor Veterinaire Anatomie.

## Fotogalerij

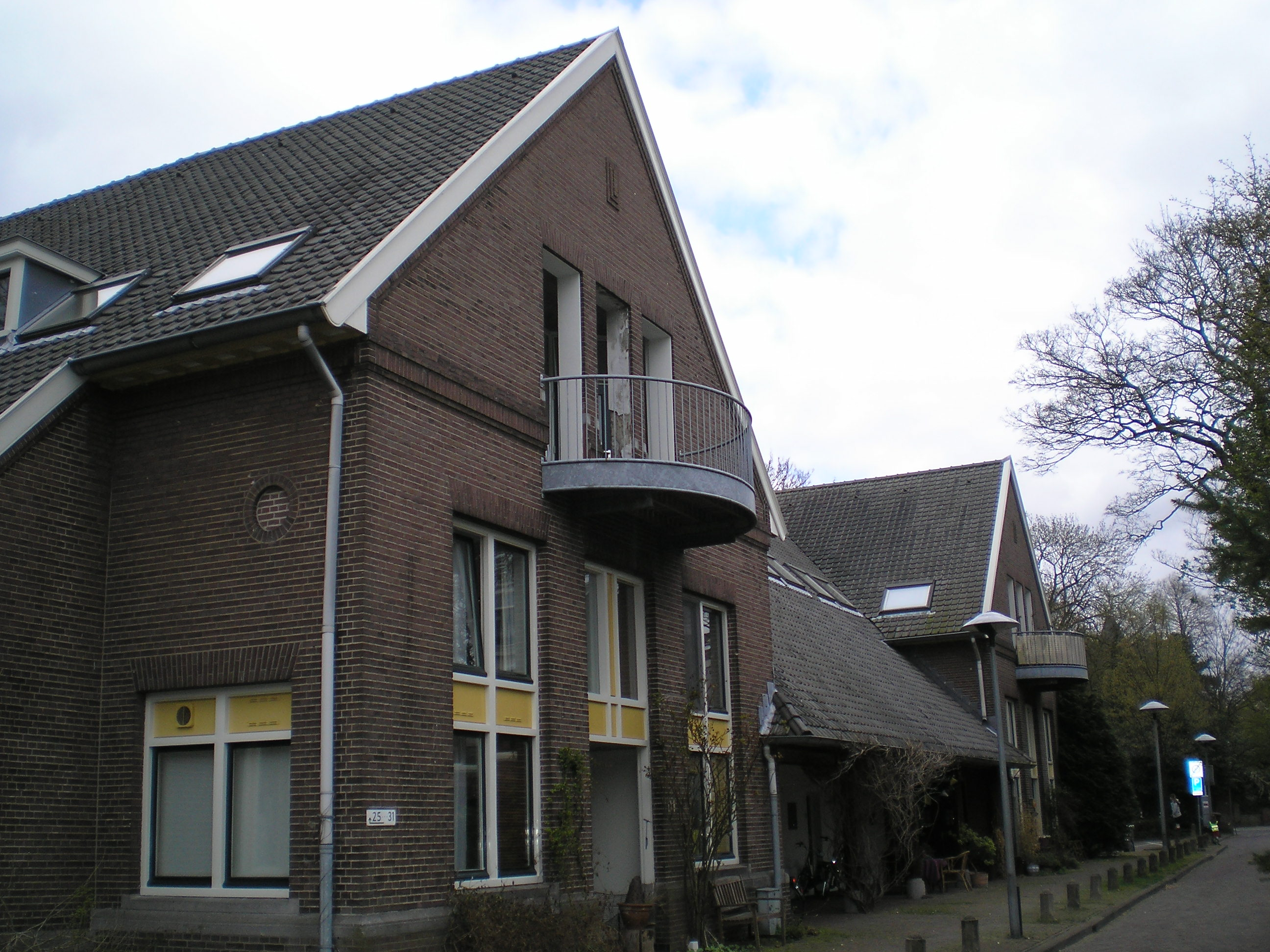
Hoefsmederijstraat 25-31 te Utrecht
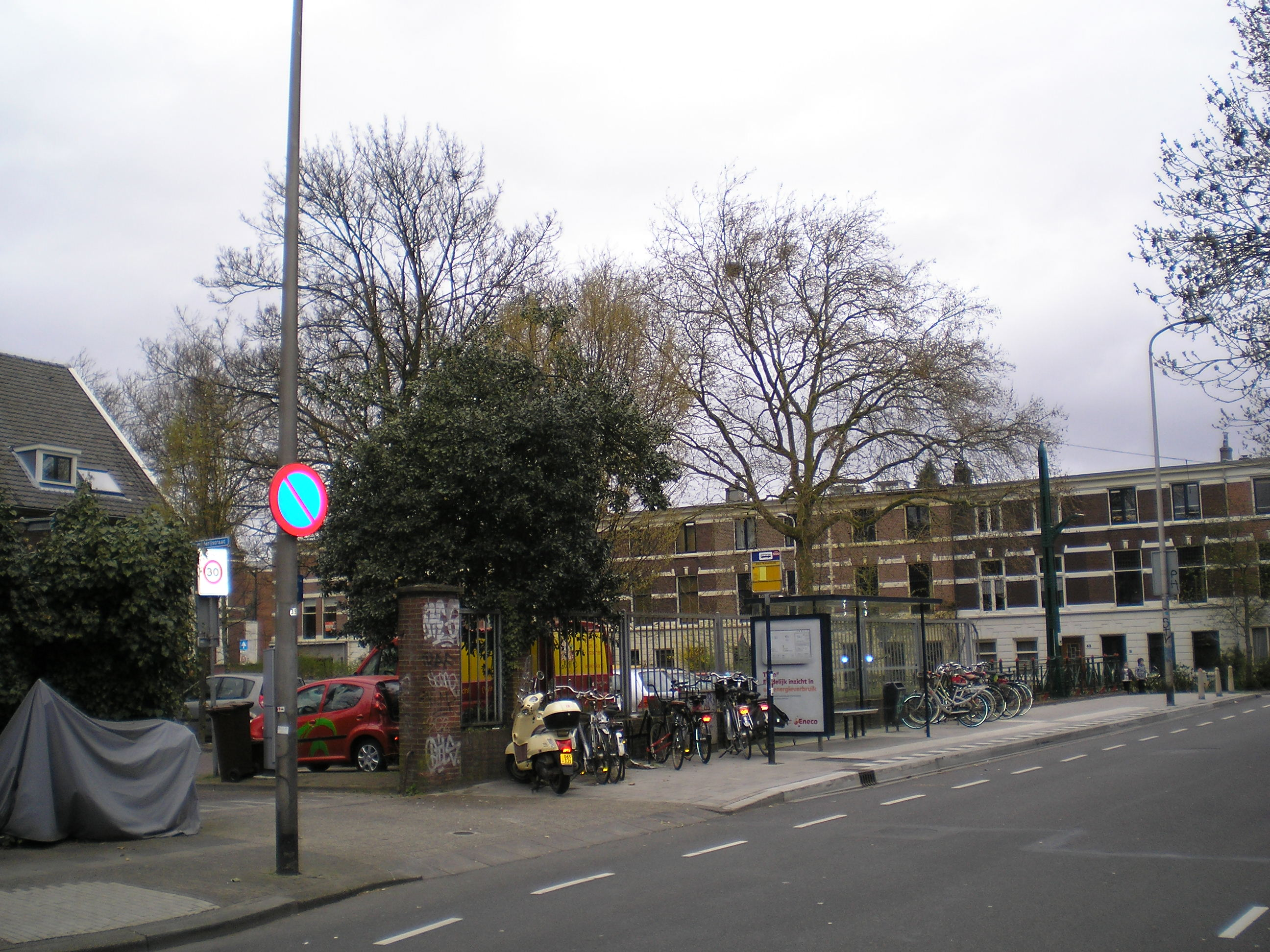
Poortstraat met links de Hoefsmederijstraat en achter de Griftbrug[2] over de Biltsche Grift de Alexander Numankade

Biltstraat ·
Blauwkapelseweg ·
Bollenhofsestraat ·
Hoefsmederijpad ·
Hoefsmederijstraat ·
Hoefijzerstraat ·
Kapelstraat ·
Kleinesingel ·
Poortstraat ·
Veeartsenijpad ·
Veeartsenijstraat ·
Wittevrouwensingel